# Christiane Stenger

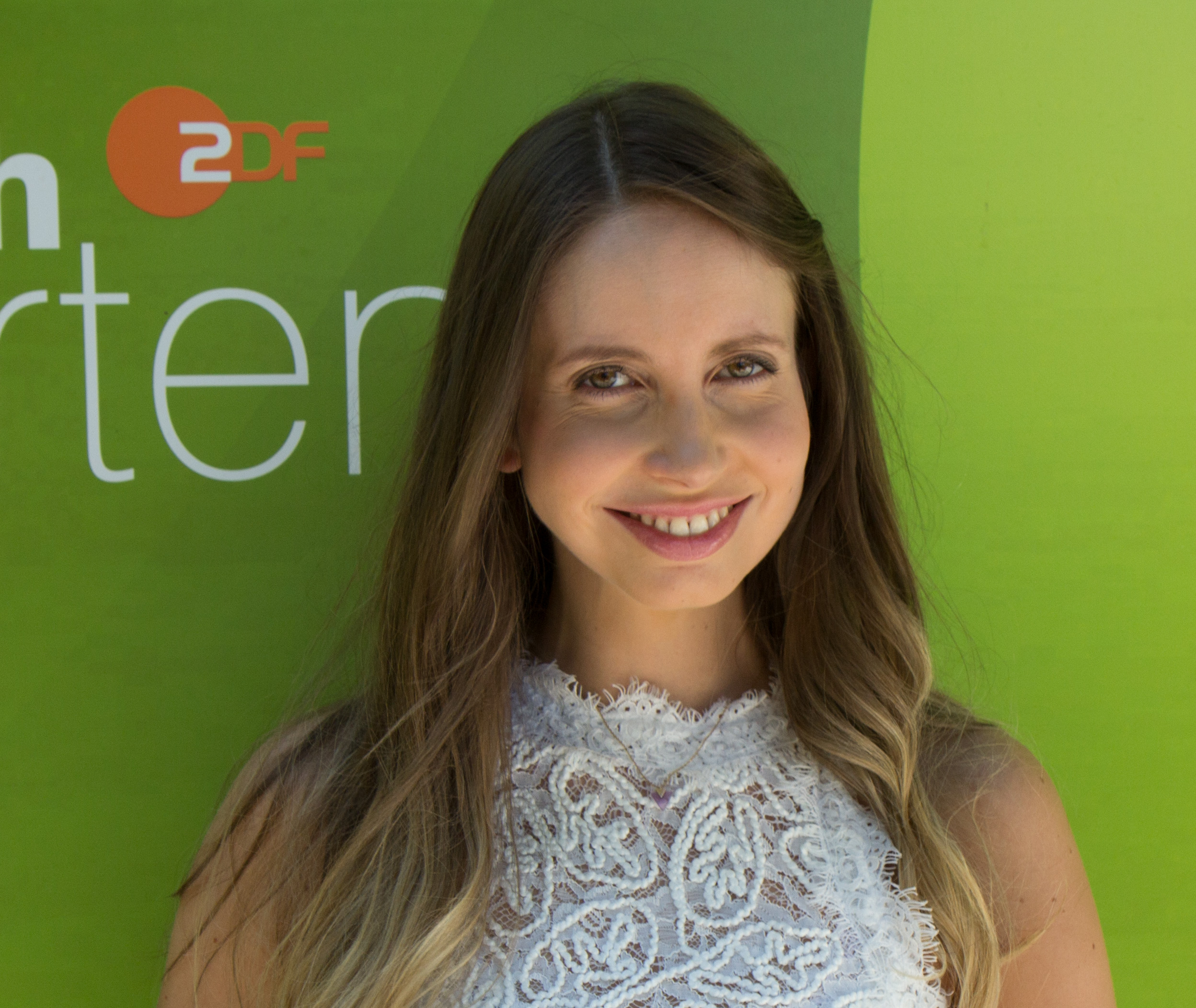
Christiane Stenger beim ZDF-Fernsehgarten – 2018

Christiane Stenger (* 4. Juni 1987 in München) ist eine deutsche Fernsehmoderatorin, ehemalige Nachwuchs-Gedächtnissportlerin, 4-fache Jugend-Gedächtnisweltmeisterin, Gedächtnistrainerin und Sachbuchautorin.

## Leben
Von 1999 bis 2003 war Christiane Stenger wiederholt Juniorenweltmeisterin im Gedächtnissport. Die Mnemotechniken erlernte sie in ihrer Jugend bei Gunther Karsten. Zuletzt belegte sie Platz 65 der Weltrangliste. Seit 2004 ist sie nicht mehr als Gedächtnissportlerin aktiv.
Seitdem ist sie als Referentin tätig und veröffentlichte ihr erstes Buch über Mnemotechnik mit dem Titel Warum fällt das Schaf vom Baum, das ins Englische, Chinesische und Japanische übersetzt wurde. Im Jahr 2005 gründete sie „Keep in mind. Gedächtnistraining“ und gibt seitdem ihr Wissen in Seminaren an alle Interessierten sowie Studenten und Unternehmen weiter.
Der Videospiele-Hersteller Nintendo buchte sie im Jahr 2007 als Werbefigur zur Vermarktung der Nintendo-DS-Spiele Dr. Kawashimas Gehirn-Jogging und Big Brain Academy. Im selben Jahr arbeitete sie in 30 deutschlandweiten Workshops für eine Werbetour der Firma Dextro Energy für angehende Abiturienten. Zudem veröffentlichte sie ihr zweites Buch mit dem Titel Gummibärchen im Spinat.
Im August 2010 wurde Christiane Stenger von der Victress Initiative e. V. mit dem „Future Victress Award“ ausgezeichnet. Sie ist die bisher jüngste Gewinnerin dieser Auszeichnung.
Nachdem sie eine Ausbildung an der Stage School Hamburg absolviert hatte, moderierte sie 2013/2014 gemeinsam mit Lutz van der Horst die Sendung Wie werd’ ich …? auf ZDFneo. 2014 erschien im Campus Verlag ihr drittes Buch Lassen Sie Ihr Hirn nicht unbeaufsichtigt! Gebrauchsanweisung für Ihren Kopf.
2016 übernahm sie die Co-Moderation in der ZDF-Show Deutschlands Superhirn. 2016 erschien beim Rowohlt Verlag ihr  viertes Buch Wer lernen will, muss fühlen. Wie unsere Sinne dem Gedächtnis helfen. Ab 2019 moderierte sie zusammen mit Samira El Ouassil den philosophischen Audible-Podcast Sag niemals Nietzsche.

## Medien
Ihre Gedächtnisfähigkeiten zeigte sie in einigen TV-Auftritten:
- ZDF – Fernsehgarten, Pelzig hält sich
- RTL – stern TV, Gripsshow
- ProSieben – TV total, Focus TV, Galileo
- Sat.1 – Planetopia, Weck Up, Kerner
- RBB – Die Kurt Krömer Show
- SWR – Nachtcafé
- VOX – Spiegel TV
- WDR – Böttinger, Dellings Woche
- MTV – MTV Home
- Eins Festival – Die allerbeste Sebastian Winkler Show
- ARD/KIKA – Tigerentenclub
- MDR – Olaf Schubert verbessert die Welt

## Zitate
„Ein Gehirn ist ein unendlich weiter Raum. Da gibt es keine Begrenzung.“

## Veröffentlichungen
- Warum fällt das Schaf vom Baum? – Gedächtnistraining mit der Jugendweltmeisterin. Campus, Frankfurt am Main 2004, ISBN 3-593-37455-2.
  - A Sheep Falls Out of the Tree: How Anyone Can Develop a Fantastic Memory, ISBN 1-904-87925-X (Englisch)
  - クリスチアーネ・シュテンガー著 《記憶力世界選手権ジュニア部門チャンピオン》 西浦貴浩訳, ISBN 978-4-569-65248-1 (Japanisch)
  - 魔法记忆：快速记忆完全攻略, ISBN 978-7-309-05385-2 (Chinesisch in vereinfachten Schriftzeichen/China)
  - 為什麼羊從樹上掉下來-快速記憶完全攻略, ISBN 9-867-53168-X (Chinesisch in traditionellen Schriftzeichen/HK+TW)
- Das Gummibärchen im Spinat. Gedächtnistraining für Kinder. Campus, Frankfurt am Main 2007, ISBN 978-3-593-38195-4.
- Audioseminar zum Gedächtnistraining von und mit Christiane Stenger und Ohrenmenschen.de (CD), 2009
- Christiane Stengers Gedächtnistraining (Lernsystem), Moses, 2009
- Christiane Stengers Merken Lernen (DVD), 1x1film, 2011
- Christiane Stengers Merken Lernen für Kinder (DVD), 1x1film, 2011[6]
- Lassen Sie Ihr Hirn nicht unbeaufsichtigt! Gebrauchsanweisung für Ihren Kopf. Campus, Frankfurt am Main 2014, ISBN 978-3-593-50012-6.
- Wer lernen will, muss fühlen. Wie unsere Sinne dem Gedächtnis helfen, Rowohlt Verlag, 2016, ISBN 978-3-499-63123-8
- mit Antje Tiefenthal: Deine bessere Hälfte. Warum wir Rechts- oder Linkshänder sind und was das für unser Leben bedeutet, Edel Books, 2018, ISBN 978-3-8419-0606-9
- Lassen Sie Ihre Zeit nicht unbeaufsichtigt! Wie das Gehirn unsere Zukunft formt, Campus Verlag, 2021, ISBN 978-3-593-51278-5